# Purohita

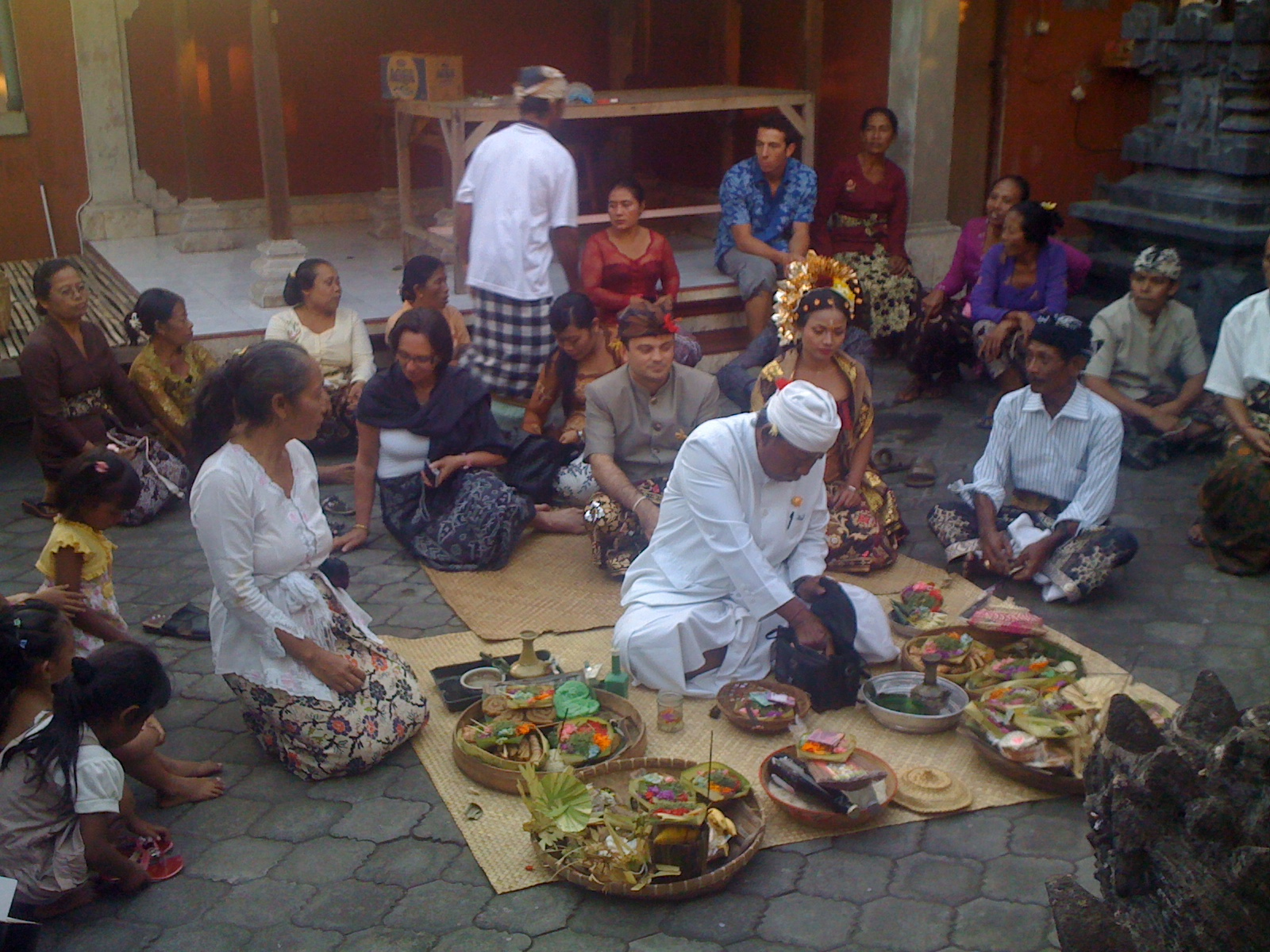
Un purohita officie lors d'un mariage à Bali.

Le Purohita était un brahmane prêtre en chef d'un roi dans l'Inde védique. De nos jours, purohita, sur le sous-continent indien, désigne un prêtre attaché à plusieurs familles.[réf. nécessaire]